# 小行星6442
小行星6442（英語：6442 Salzburg）是一颗围绕太阳公转的小行星。1988年9月8日，佛蒙特·伯根在陶腾堡发现了此天体。
这颗小行星的绝对星等为123.0117487681069等。